# Aleksa Rakonjac
Aleksa Rakonjac (en serbio: Алекса Ракоњац; 25 de enero de 2004) es un deportista serbio que compite en tiro, en la modalidad de rifle. Ganó una medalla de plata en el Campeonato Europeo de Tiro en 10 m de 2025, en la prueba de rifle 10 m mixto.

## Palmarés internacional
| Campeonato Europeo | Campeonato Europeo | Campeonato Europeo | Campeonato Europeo |
| Año                | Lugar              | Medalla            | Prueba             |
| ------------------ | ------------------ | ------------------ | ------------------ |
| 2025               | Osijek (Croacia)   | Medalla de plata   | Rifle 10 m mixto   |